# Jorge Raúl Carcagno
Jorge Raúl Carcagno (né le 28 octobre 1922 et mort le 22 janvier 1983) est un général argentin. La dictature du général Onganía le nomma en tant que interventor de la province de Córdoba du 16 juin 1969 au 5 juillet 1969, juste après le soulèvement populaire du Cordobazo.

## Commandant en chef de l'armée (1973)
Après les élections de mars 1973 ayant porté le péroniste Héctor Cámpora au pouvoir, il fut nommé commandant en chef de l'armée argentine avant d'être remplacé à ce poste par le président Juan Perón, élu en septembre 1973. En tant que commandant en chef, il initia l'opération de reconstruction Manuel Dorrego, qui visait à construire des passerelles entre l'État et les mouvements de jeunesse politisés et militants (en particulier les Jeunesses péronistes, JP). Ainsi, avec le gouverneur de la province de Buenos Aires Oscar Bidegain, l'administration provinciale, l'armée et les volontaires des JP travaillèrent ensemble pour re-bâtir une région sinistrée par les inondations.